# Bjorn Ruytinx
Bjorn Ruytinx (Herk-de-Stad, 18 augustus 1980) is een Belgisch voormalig voetballer. De aanvaller speelde onder meer voor OH Leuven, KV Oostende en Beerschot-Wilrijk. Hij is een van de weinige voetballers die in alle afdelingen van de Belgische nationale voetbalcompetitie heeft gespeeld. Ruytinx staat ook bekend als spelersbegeleider.

## Voetbalcarrière
Ruytinx vormde bij Oud-Heverlee Leuven een succesvol aanvalsduo met François Sterchele in 2004-05, met Toni Brogno tussen 2006 en 2008, en met Hamdi Harbaoui in 2010-11. Hij maakte zich bij de Leuvenaars geliefd door zijn inzet en vechtlust. Bovendien weet hij de weg naar de goal regelmatig te vinden. In 2004-05 hielp Ruytinx de fusieclub mee aan de promotie naar Tweede klasse. Zes jaar later mocht Leuven zich ook tot kampioen kronen in Tweede, waardoor Ruytinx de promotie naar de hoogste afdeling mocht vieren. Hij is, samen met Tail Schoonjans, de enige speler die beide promoties meemaakte.
Door de jaren heen had hij met enkele vervelende blessures te kampen. De meest opvallende was die aan zijn arm in 2006-07, opgelopen door door een glazen deur te lopen na een carnavalsviering. Tot medio 2008 combineerde Ruytinx het voetbal met een voltijdse job als magazijnier bij het Belgische leger.
Op 29 juli 2011 maakte Ruytinx, kort voor zijn 31ste verjaardag, zijn debuut op het hoogste niveau in België, in de met 2-1 gewonnen wedstrijd tegen RSC Anderlecht. Op 29 oktober 2011 maakte hij zijn eerste doelpunt in Eerste klasse, tijdens de thuiswedstrijd tegen K. Beerschot AC, die met 3-2 werd gewonnen.
Op 8 december 2013 beging Ruytinx een zware tackle op Mehdi Carcela, waarbij die laatste zijn ligamenten scheurde. Onmiddellijk na deze tackle deelde Carcela een slag uit aan de grijnzende Ruytinx waarna Carcela met rood van het veld werd gestuurd. Achteraf kreeg Ruytinx van de geschillencommissie van de KBVB een schorsing van vier speeldagen effectief en twee speeldagen met uitstel, met daarenboven nog een boete van €800. Deze schorsing werd in beroep omgezet in één speeldag effectief.
Na tien jaar bij OH Leuven tekende Ruytinx een contract voor twee seizoenen bij kustploeg KV Oostende. In 2016 tekende hij een contract bij Beerschot-Wilrijk. In juni 2017 werd bekendgemaakt dat Ruytinx een contract tekende bij Sporting Hasselt. In de zomer van 2018 keerde de aanvaller voor een seizoen terug naar zijn moederclub KFC MD Halen in de Limburgse tweede provinciale. Medio 2019 beëindigde Ruytinx zijn professionele voetbalcarrière.
Vanaf 2016 werd Ruytinx een van de zaakvoerders van Café Sport op het Martelarenplein in Leuven.

## Statistieken
| Competitie             | Seizoen         | Club                | Competitie | Competitie | Play-off I | Play-off I | Play-off II | Play-off II | Play-off III / Eindr. | Play-off III / Eindr. | Beker | Beker | Totaal | Totaal |
| Competitie             | Seizoen         | Club                | Wed.       | Dlp.       | Wed.       | Dlp.       | Wed.        | Dlp.        | Wed.                  | Dlp.                  | Wed.  | Dlp.  | Wed.   | Dlp.   |
| ---------------------- | --------------- | ------------------- | ---------- | ---------- | ---------- | ---------- | ----------- | ----------- | --------------------- | --------------------- | ----- | ----- | ------ | ------ |
| Vierde Klasse          | 2002-2003       | KS Kermt-Hasselt    | 22         | 8          | nvt        | nvt        | nvt         | nvt         | --                    | --                    | 0     | 0     | 22     | 8      |
| Vierde Klasse          | 2003-2004       | KS Kermt-Hasselt    | 27         | 26         | nvt        | nvt        | nvt         | nvt         | --                    | --                    | 2     | 2     | 29     | 28     |
| Derde Klasse           | 2004-2005       | Oud-Heverlee Leuven | 26         | 10         | nvt        | nvt        | nvt         | nvt         | 4                     | 2                     | 1     | 0     | 31     | 12     |
| Tweede Klasse          | 2005-2006       | Oud-Heverlee Leuven | 30         | 10         | nvt        | nvt        | nvt         | nvt         | --                    | --                    | 3     | 1     | 33     | 11     |
| Tweede Klasse          | 2006-2007       | Oud-Heverlee Leuven | 18         | 11         | nvt        | nvt        | nvt         | nvt         | --                    | --                    | 0     | 0     | 18     | 11     |
| Tweede Klasse          | 2007-2008       | Oud-Heverlee Leuven | 26         | 13         | nvt        | nvt        | nvt         | nvt         | 0                     | 0                     | 4     | 4     | 30     | 17     |
| Tweede Klasse          | 2008-2009       | Oud-Heverlee Leuven | 31         | 7          | nvt        | nvt        | nvt         | nvt         | --                    | --                    | 3     | 1     | 34     | 8      |
| Tweede Klasse          | 2009-2010       | Oud-Heverlee Leuven | 23         | 5          | nvt        | nvt        | nvt         | nvt         | --                    | --                    | 3     | 0     | 26     | 5      |
| Tweede Klasse          | 2010-2011       | Oud-Heverlee Leuven | 31         | 8          | nvt        | nvt        | nvt         | nvt         | --                    | --                    | 2     | 1     | 33     | 9      |
| Eerste klasse          | 2011-2012       | Oud-Heverlee Leuven | 28         | 3          | --         | --         | 5           | 1           | --                    | --                    | 1     | 0     | 34     | 4      |
| Eerste klasse          | 2012-2013       | Oud-Heverlee Leuven | 14         | 2          | --         | --         | --          | --          | --                    | --                    | 0     | 0     | 0      | 0      |
| Eerste klasse          | 2013-2014       | Oud-Heverlee Leuven | 25         | 10         | --         | --         | --          | --          | 6                     | 1                     | 2     | 1     | 33     | 12     |
| Eerste klasse          | 2014-2015       | KV Oostende         | 25         | 3          | --         | --         | 4           | 0           | --                    | --                    | 2     | 0     | 31     | 3      |
| Eerste klasse          | 2015-2016       | KV Oostende         | 0          | 0          | --         | --         | --          | --          | --                    | --                    | 0     | 0     | 0      | 0      |
| Derde Klasse           | 2015-2016       | Beerschot-Wilrijk   | 14         | 3          | nvt        | nvt        | nvt         | nvt         | --                    | --                    | 0     | 0     | 14     | 3      |
| Eerste Klasse amateurs | 2016-2017       | Beerschot-Wilrijk   | 8          | 0          | nvt        | nvt        | nvt         | nvt         | --                    | --                    | 1     | 0     | 9      | 0      |
| Tweede Klasse amateurs | 2017-2018       | Sporting Hasselt    | 13         | 4          | nvt        | nvt        | nvt         | nvt         | --                    | --                    | 0     | 0     | 13     | 4      |
| Carrière totaal        | Carrière totaal | Carrière totaal     | 361        | 123        | 0          | 0          | 9           | 1           | 10                    | 3                     | 24    | 10    | 404    | 137    |